# Evar Méndez
Guilllermo Evaristo Méndez, conocido como Evar Méndez (Mendoza, 14 de noviembre de 1885 - Buenos Aires, 22 de diciembre de 1955), fue un poeta y crítico de teatro y música argentino.
Fue el fundador y director de la revista Martín Fierro, tanto en su breve primer período, como en el segundo. En la revista colaboraron muchos de los más reconocidos escritores argentinos: Jorge Luis Borges, Oliverio Girondo, Raúl González Tuñon, Macedonio Fernández y Leopoldo Lugones, entre otros.

## Biografía y obra
Nacido en Mendoza, se trasladó a Buenos Aires en 1911, donde trabajó como crítico de teatro y música. Publicó libros de poemas de estilo modernista. El 1921 fundó la revista La Gran Flauta, de la que solo se editaron tres números. Fue uno de los fundadores y directores de la revista Martín Fierro, de fuerte influencia en la intelectualidad vanguardista argentina de los años veinte.
Se casó con una joven escocesa, Mary Carnie y tuvieron un hijo y una hija. Entre los libros de poesía que publicó se encuentran: Canción de la vida en vano (1915); El jardín secreto (1923) y Las horas alucinadas. Nocturnos y otros poemas (1924).